# Lepidiota frenchi
Lepidiota frenchi är en skalbaggsart som beskrevs av Blackburn 1912. Lepidiota frenchi ingår i släktet Lepidiota och familjen Melolonthidae. Inga underarter finns listade i Catalogue of Life.